# Smederevska Sedmica
Smederevska Sedmica je bio nezavisni lokalni časopis koji je izlazio jednom nedeljno između septembra 1997. i jula 2005. To je bio jedini smederevski časopis koji je bio nezavisan za vreme režima Slobodana Miloševića. 
Slogan časopisa glasio je Istina bar jednom sedmično.
Po rečima uredništva časopisa "Smederevsku sedmicu pravili su ljudi koji su trajno opredeljeni za slobodu mišljenja i medija, uprkos činjenici da rade u izuzetno nepovoljnim ekonomskim i političkim uslovima."

## Spoljašnje veze
- — sačuvane stranice ugašenog zvaničnog sajta Smederevske Sedmice na